# Haploniscus telus
Haploniscus telus är en kräftdjursart som beskrevs av Menzies1962. Haploniscus telus ingår i släktet Haploniscus och familjen Haploniscidae. Inga underarter finns listade i Catalogue of Life.